# Josep Briansó
Josep Briansó i Salvadó (Reus, 29 de mayo de 1888 - 27 de noviembre de 1949) fue un médico y político español.

## Biografía
Se licenció en medicina por la Universidad de Barcelona y se especializó en psiquiatría. Fue director del Instituto Pedro Mata de Reus, entre abril de 1922 y noviembre de 1936 y colaborador del Boletín del Sindicato de Médicos de Cataluña, del que era miembro. En 1930 dirigía el Partido Republicano en Reus, pero poco después ingresó en Acción Catalana Republicana, partido del que fue miembro de su consejo general. En 1931 presidió el Centro Republicano de Acción Catalana de Reus y fue miembro del consejo consultivo del Partido Catalanista Republicano. En las elecciones generales de 1936 fue elegido diputado por Tarragona desde las listas del Frente de Izquierdas de Cataluña. Durante la guerra civil se mantuvo fiel a la República, por lo que al acabar la guerra fue detenido en Barcelona por las autoridades franquistas y encarcelado en la prisión modelo. En 1943 fue liberado y pasó a ejercer como médico en una clínica particular de Reus hasta su muerte.